# Hans Brunhart
Hans Brunhart (Balzers, 28 de marzo de 1945) es un político liechtensteiniano. Brunhart se desempeñó como  Primer Ministro de Liechtenstein desde 1978 hasta 1993.

## Biografía
Brunhart fue vice primer ministro de Liechtenstein de 1974 a 1978, y Primer ministro, ministro de Relaciones Exteriores y ministro de Finanzas de Liechtenstein desde el 26 de abril de 1978 hasta el 26 de mayo de 1993. Fue miembro de la Unión Patriótica. Renunció a sus cargos después de que su partido obtuviera resultados decepcionantes en las elecciones de 1993.
Desde 1996, Brunhart ha sido presidente de la junta directiva del Verwaltungs- und Privat Bank AG, en Vaduz.